# Nor Gyugh
Nor Gyugh (in armeno Նոր Գյուղ?) è un comune dell'Armenia di 1 411 abitanti (2008) della provincia di Kotayk'.